# Наскельні рельєфи в Танумі
Наскельні рельєфи в Танумі (швед. Hällristningsområdet i Tanum), поблизу Танумгеде, комуна Танум провінції Богуслен, Швеція, були включені до Світової спадщини ЮНЕСКО через високу концентрацію петрогліфів.

## Опис

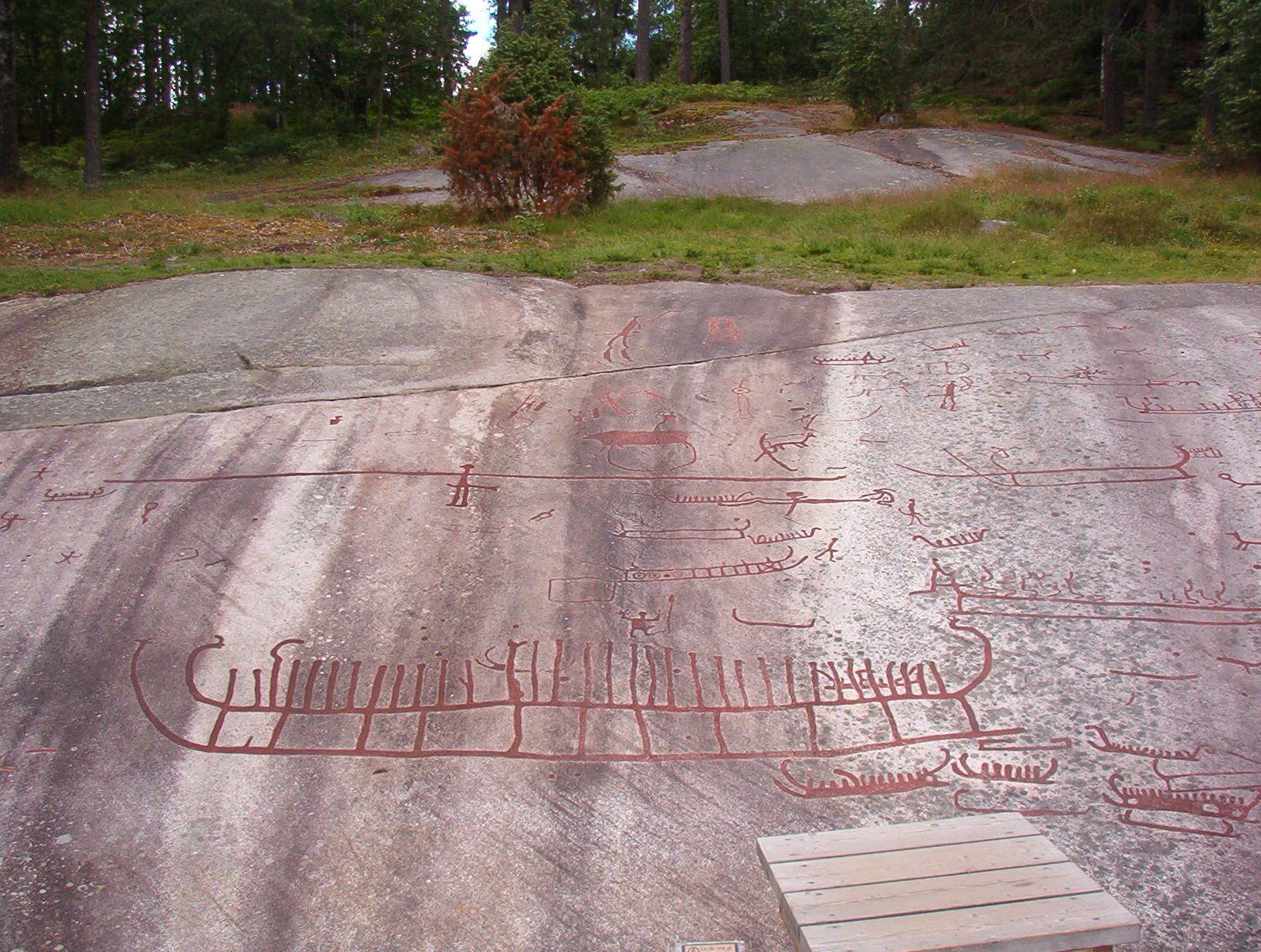
Пласка скеля Вітлюке

У Танумсгеде розташована одна з найбільших петрогліфичних скель скандинавської бронзової доби — скеля Вітлюке (швед. Vitlyckehäll). В цілому, Танумських петрогліфів декілька тисяч, розташованих десь на 600 скельних панелях на території, включеній до Світової спадщини. Вони сконцентровані у виражені ділянки на відрізку довжиною 25 км, який у Бронзову добу був частиною берегу фіорду, і охоплюють територію бл.51 гектара.
Люди скандинавських Бронзової та Залізної доби були вправними майстрами та добре подорожували по воді. Багато петрогліфів зображують човни, деякі з яких здаються типу Хьортспрінгського човна, що перевозить бл. дюжини пасажирів. Також зображені вози та візки.
Інші петрогліфи зображують людину з луком, списом чи сокирою, сцени полювання. На всіх панелях є сцени з ритуалами. Цікавою є сцена з чоловіком за плугом, запряженим двома волами, який тримає у руці гілку або хлист, сплетений з декількох смужок шкіри.
Через забруднення повітря, наскельні рельєфи страждають від ерозії. Крім того, частина петрогліфів була пофарбована червоною фарбою, щоб зробити їх більш видимим для туристів, що призвело деяких археологів у відчай.

## Галерея

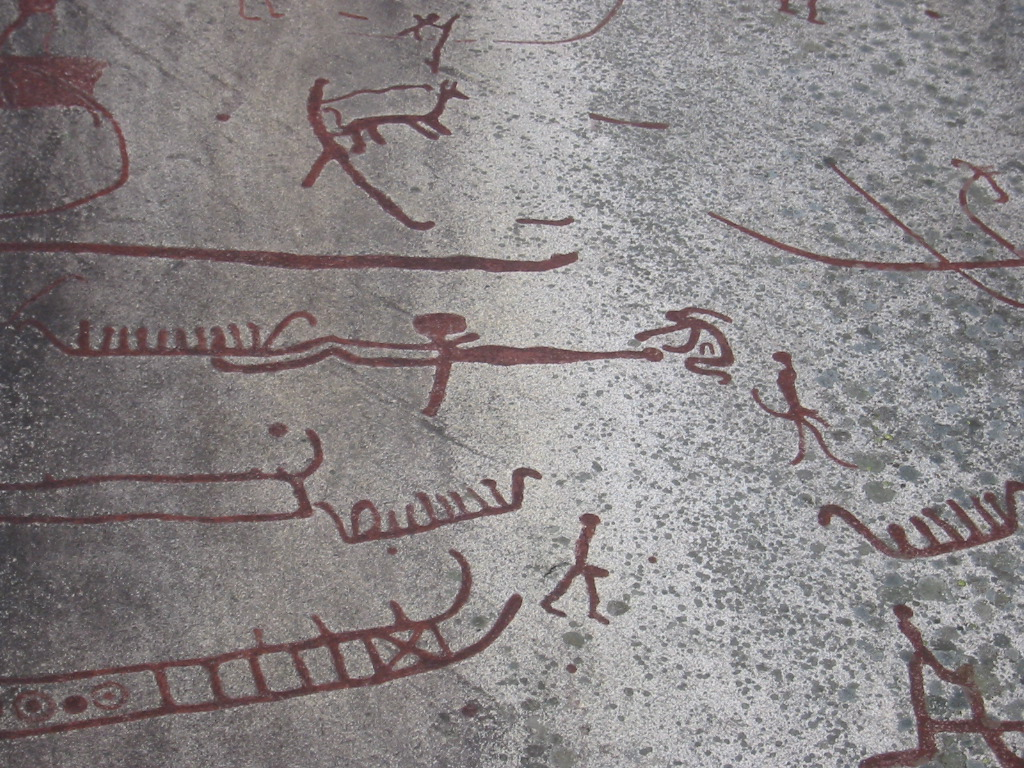
Скорботна жінка
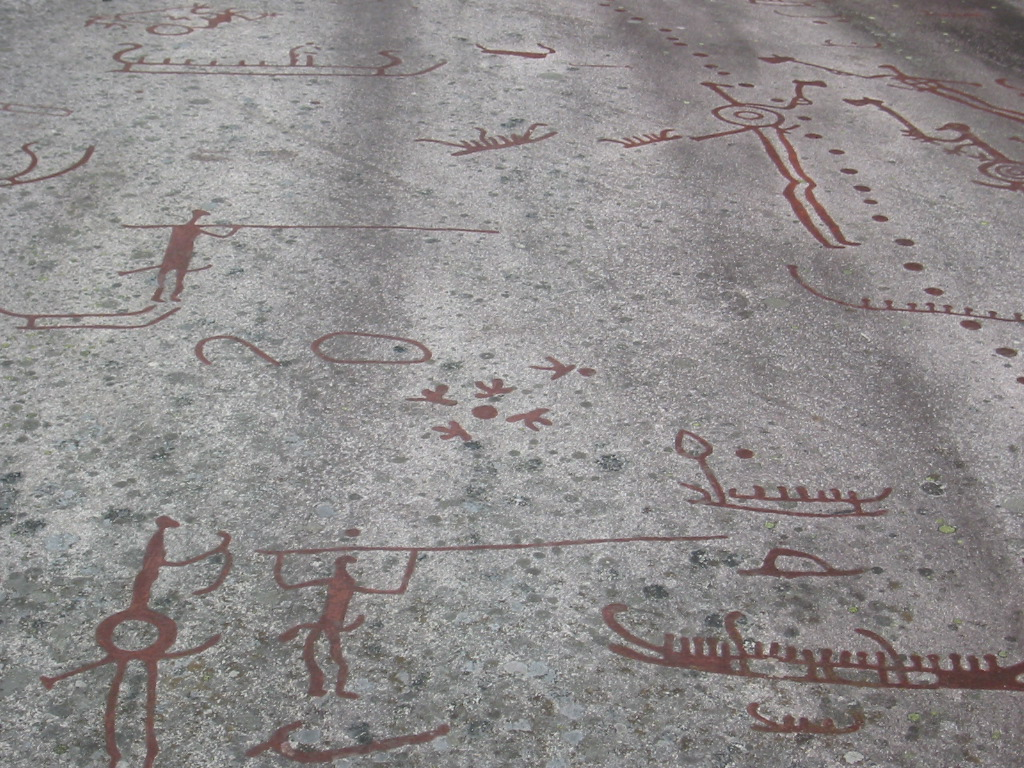
Птахи
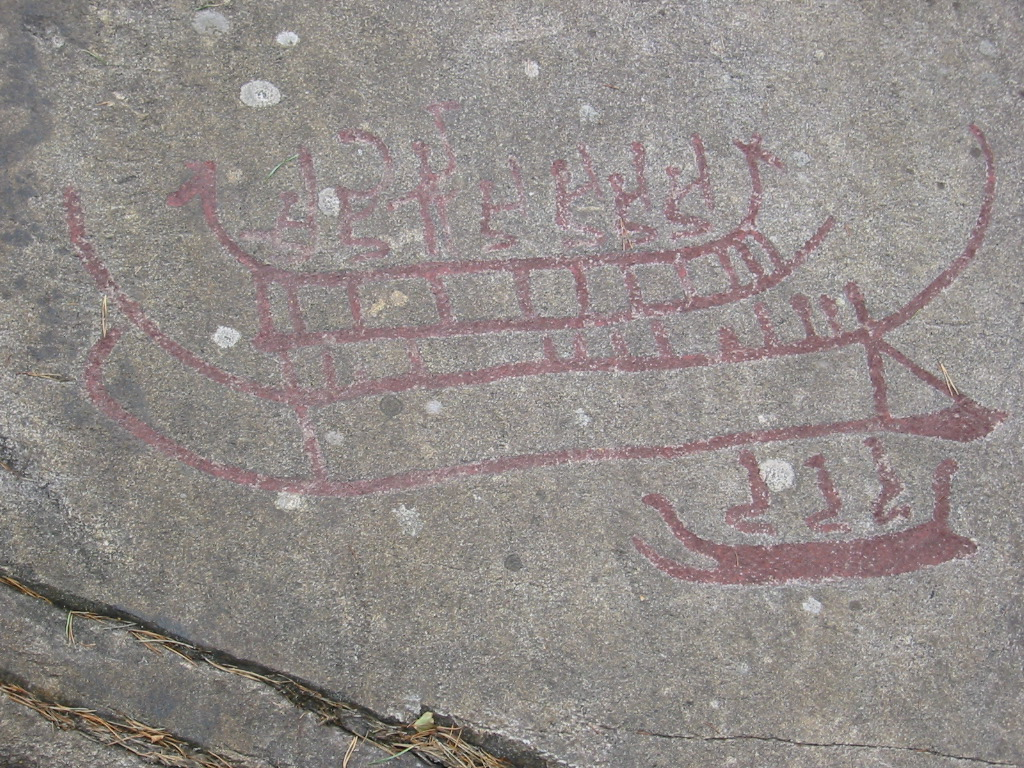
Човен
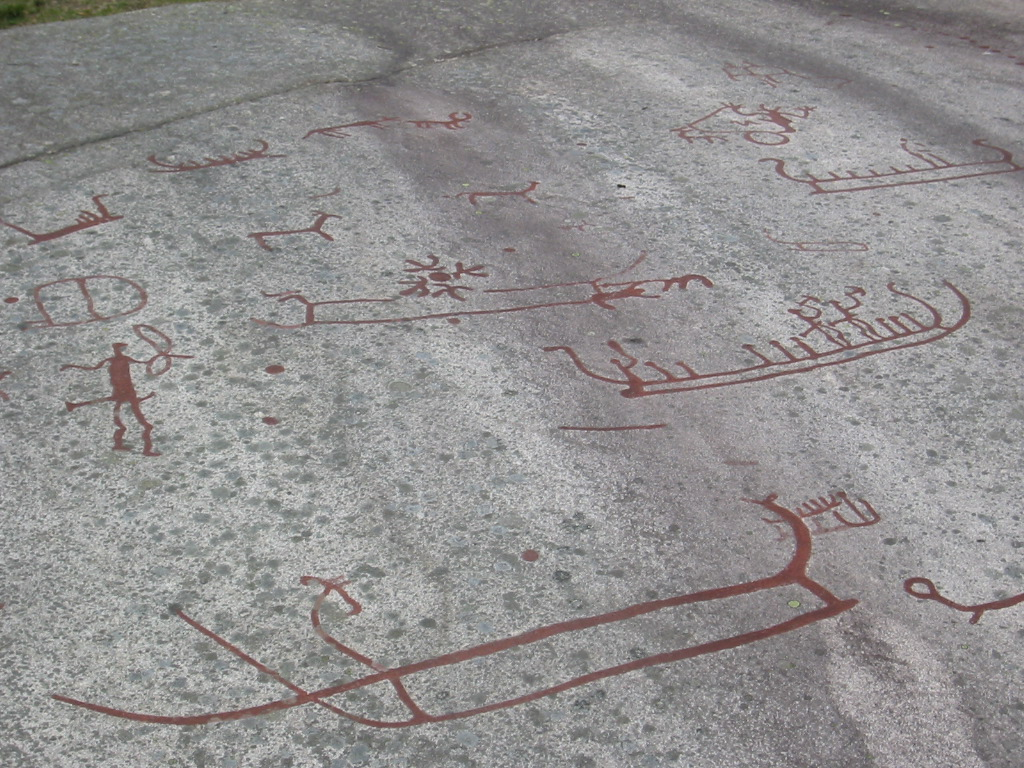
Колісниця
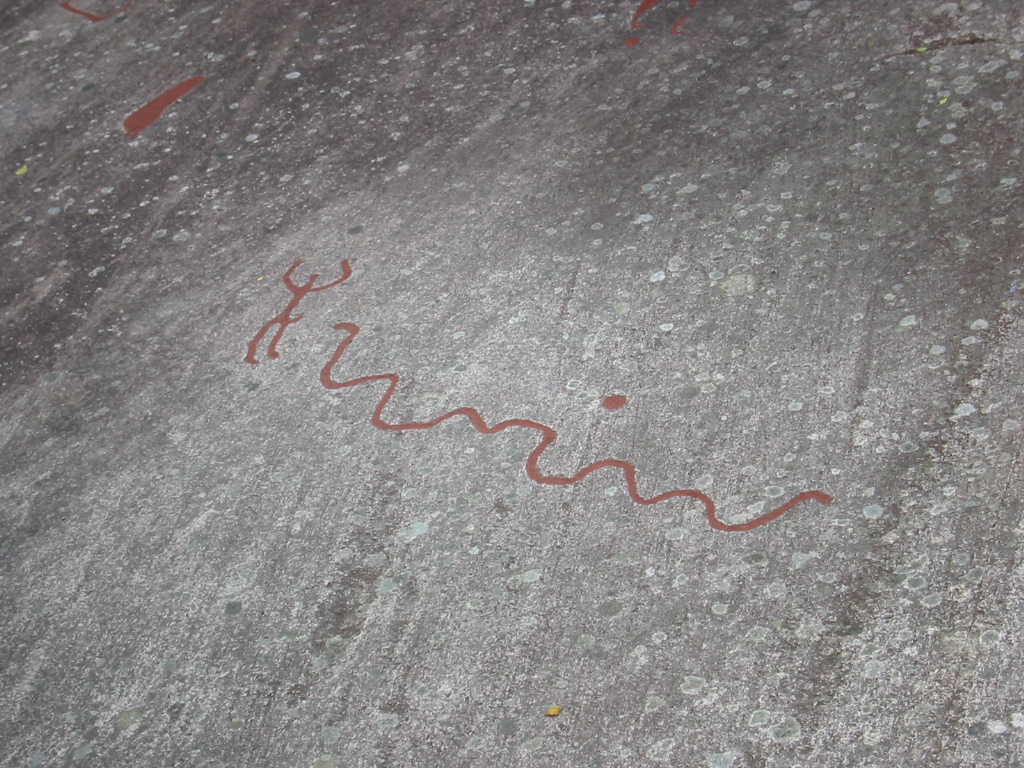
Змія
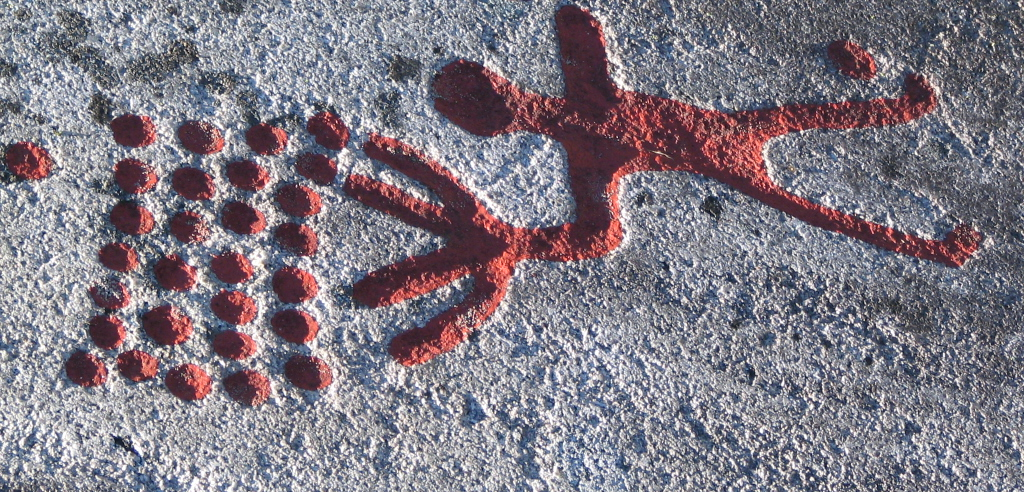
29 куль у вечірньому світлі